# Empetrichthys latos
Empetrichthys latos és una espècie de peix de la família dels goodèids i de l'ordre dels ciprinodontiformes. És inofensiu per als humans. Es troba a la vall de Pahrump (Nevada, Estats Units). És un peix d'aigua dolça, demersal, no migratori i de clima tropical (20 °C-25 °C; 37°N-36°N), el qual viu, en general, en forats fondos de fonts d'aigua calenta (al voltant dels 25 °C).

## Subespècies
- Empetrichthys latos concavus (Miller, 1948).[7] Pot arribar a fer 5 cm de llargària màxima.[1][6]
- Empetrichthys latos latos (Miller, 1948).[8] Pot arribar a fer 6 cm de llargària màxima.[4][6] És originari de 3 fonts de la vall de Pahrump on hi era l'únic peix nadiu. A hores d'ara, ha estat traslladat fora de l'esmentada vall per prevenir la seua extinció.[4][2][3]
- Empetrichthys latos pahrump (Miller, 1948).[9] Pot arribar a fer 5 cm de llargària màxima.[10][6]